# Lista de reis da Jordânia
O Rei da Monarquia Haxemita da Jordânia é o chefe de Estado da Jordânia e chefe da Dinastia Haxemita. A Monarquia jordana foi criada em 1921, com ajuda britânica. Os filhos do Xerife de Meca, Huceine ibne Ali, foram colocados à frente dos tronos do Iraque e da Jordânia. Abedalá I tornou-se Emir da Transjordânia, cargo que ocupou de 11 de abril de 1921 até à independência da Jordânia em 25 de maio de 1946 como Reino Haxemita da Transjordânia. Abedalá foi assim coroado como primeiro rei. O nome do país foi alterado para Reino Haxemita da Jordânia a 3 de abril de 1949. 
A dinastia haxemita tem origem no Hejaz, que pertence hoje à Arábia Saudita.

## Dinastia Haxemita da Jordânia (1921-presente)

#### Emirado da Transjordânia
| Retrato | Nome (Nasc.-Morte)                              | Reinado             | Reinado            | Notas                                                                                                |
| ------- | ----------------------------------------------- | ------------------- | ------------------ | --- |
|         | Abedalá I عبد الله الأول بن< الحسين (1882-1951) | 11 de abril de 1921 | 25 de maio de 1946 | Eleito emir da Jordânia em 1920. Foi eleito emir do Iraque alguns no mesmo ano, porém nunca assumiu. |

#### Reino Haxemita da Transjordânia (posteriormente Jordânia)
| Retrato | Nome (Nasc.-Morte)                             | Reinado              | Reinado                           | Notas |
| ------- | ---------------------------------------------- | -------------------- | --------------------------------- | --- |
|         | Abedalá I عبد الله الأول بن الحسين (1882-1951) | 25 de maio de 1946   | 20 de julho de 1951 (Assassinado) | Com a independência plena da Transjordânia, o título de Emir de Abedalá I é elevado para Rei. Assassinado em 1952. |
|         | Talal طلال بن عبد الله (1909-1972)             | 20 de julho de 1951  | 11 de agosto de 1952 (Abdicou)    | Abdicou forçadamente após alegação de problemas de saúde (segundo os britânicos, era esquizofrenia)                |
|         | Huceine الحسين بن طلال (1935-1999)             | 11 de agosto de 1952 | 11 de fevereiro de 1999           | Nomeado com a abdicação de seu pai aos 17 anos. Foi representado pelo conselho de regência até sua maioridade.     |
|         | Abedalá II عبد الله الثاني بن الحسين (n.1962)  | 11 de agosto de 1999 | presente                          | Atual rei da Jordânia desde a morte de seu pai.                                                                    |